# Домська площа
Домська площа — найбільша площа в Старій Ризі, розташована у центральній частині старого міста, на якій проводяться різні соціальні громадські заходи.
Площа знаходиться на розі 7 вулиць — Смілшу (Smilšu), Розена (Rozena), Шкюню (Šķūņu), Зіргу (Zirgu), Пілс (Pils), Екаба (Jēkaba) та Яуніела (Jauniela), займає 9425 м². На площі розташований Домський собор — єдина церква кафедрального типу з монастирем в Балтії.

## Історія
Домську площу почали створювати наприкінці XIX сторіччя, попередньо було знесено будівлі із західного (в 1860-ті роки) та північно-західного (у 1880-ті роки) боків від Домського собору, щоб відкрити вхідні портали собору. З 1886 року площа мала назву Домська (Домес), в 1923 році назву видозмінили, надавши йому більш латиську форму — Вдома. У 1936 році були знесені також будинки на півночі і північному сході від Домського собору. Так утворилася широка площа, яку через рік назвали площею 15-го травня, на честь державного перевороту К. Ульманіса 15 травня 1934 року.
У 1940 році площі 15-го травня і Домська були об'єднані, знову утворена площа стала носити назву площа 17-го червня. В 1943 році площа 15-го травня змінила назву на — площа Альберта Букшофдена. Домська площа ж зберегла свою назву. Проте пізніше обидві площі знову були об'єднані під назвою Домська площа, а у 1944 Домська площа стала називатися площею 17-го червня. У 1987 році площі було повернуто назву — Домська.
Після Другої Світової війни через численні руйнування будинків, що розташовувалися поблизу площі, ширина площі збільшилася. У 60-ті роки XX сторіччя на місці зруйнованих будівель розбили газон. У 2007 році на цьому ж місці було розпочато будівництво готелю, який візуально зменшив площу. На Домській площі є місце, звідки є можливість бачити позолочених півнів всіх трьох церков Старої Риги. Посеред площі є латунне рондо з інформацією про те, що Рига входить в список світової спадщини ЮНЕСКО і знаходиться під захистом цієї організації.